# Marino Severgnini
Marino Severgnini (Lodi, 23 aprile 1950) è un ex hockeista su pista, allenatore di hockey su pista e dirigente sportivo italiano.

## Palmarès

### Giocatore
- Coppa Italia: 1

Amatori Lodi: 1978
- Campionato italiano: 1

Amatori Lodi: 1980-1981